# Ole Andreas Øverland
Ole Andreas Øverland (* 17. März 1855 in Trondheim; † 20. Juni 1911 in Kristiania) war ein norwegischer Historiker.

## Familie und Jugend
Seine Eltern waren der Tabakarbeiter und Kaufmann Ole Andreas Øverland (1819–1871) und dessen Frau Gjertine Birgitte Moe (1818–1881). In erster Ehe heiratete er am 24. Januar 1884 in Kristiania Charlotte Louise Weltzin (24. Januar 1864–28. April 1900), Tochter des Vertreters und Majors der Bürgerwehr Ludvig Joachim Weltzin (* 1828) und dessen Frau Karen Judithe Jakobine Tausan (* 1832). In zweiter Ehe heiratete er am 17. März 1902 die ehemalige Sonderschullehrerin Oline Regine Brun (31. Dezember 1858–25. Dezember 1913), Tochter des Kaufmanns Ole Christian Brun (* 1829) und dessen Frau Anne Størvold (* 1832).
Øverland wuchs in Trondheim auf. Er ging zunächst in eine Realschule, dann in die Kathedralschule in Trondheim. 1873 legte er das Examen artium ab. Zwei Jahre später bestand er das Examen philosophicum. Danach arbeitete er als Hilfslehrer in Trondheim. 1878 zog er nach Christiania, wo er seine philosophischen und historischen Kenntnisse vervollkommnete. Aber er hatte sein ganzes Leben eine schlechte Gesundheit, weshalb er kein Staatsexamen ablegte. Außerdem hatte er bereits Erfolg mit seinen historischen Arbeiten.

## Seine historischen Arbeiten

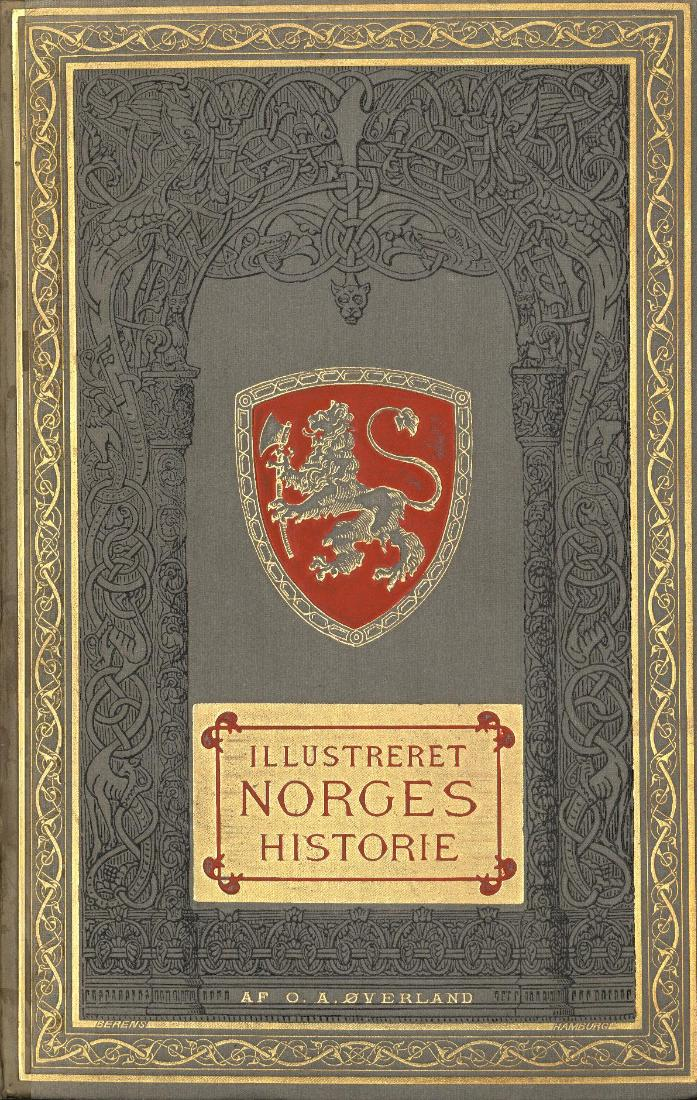
Buchdeckel zu Illustreret Norges Historie von 1893.

Seine erste Arbeit Armfeldts Tog Nordenfjelds 1718 erschien 1879. 1879 bis 1885 war er im Reichsarchiv beschäftigt, wo er immer wieder neues Material entdeckte, das er in seinen späteren Arbeiten verarbeitete. 1880 erhielt er ein Stipendium aus dem Legat von Peter Andreas Munch, was ihm größere finanzielle Unabhängigkeit verschaffte. 1885 bis 1895 erschien seine siebenbändige Illustreret Norges Historie, die die Ereignisse bis 1814 behandelt. Vorgeschlagen hatte das Projekt Jacob B. Bull, weil diese Aufgabe bislang noch niemand in Angriff genommen hatte. Das Werk wurde zunächst in monatlichen Beilagen zum Folkebladet veröffentlicht, in dem Bull Chefredakteur war. Einige bekannte Historiker unter Führung von Ernst Sars beantragten im Storting eine finanzielle Unterstützung der Arbeit, was auch bewilligt wurde, so dass Øverland ganztägig daran arbeiten konnte. Norges Historien erschien auch als 12-bändige illustrierte Prachtausgabe, von der 20 000 Exemplare abgesetzt wurden.
Øverland arbeitete hart und außerordentlich produktiv. Er gab auch eine siebenbändige Ausgabe von Norges historiske fortællinger (Historische Erzählungen Norwegens) heraus, dann schrieb er Norges historie 1814–1902, Da vort kongepar kom und Utvalgte historiske fortællinger. Er verfasste auch Spezialliteratur: Vikingtog og Vinlandsfærder, Korstogenes Historie und De norske bygdemagasiner (Die norwegischen städtischen Vorratsmagazine). Im Rahmen der Arbeitergeschichte verfasste er ein grundlegendes Werk über die Abstinenzlerbewegung, außerdem eine Reihe Biografien und Genealogien. Aber auch auf dem Gebiet der Soziologie forschte er. So arbeitete er über die Hexenprozesse. Daneben verfasste er Lehrbücher und war ein gesuchter Referent, insbesondere für Weiterbildungskurse für Lehrer.
Øverland gehört zu den produktivsten Historikern Norwegens, sowohl was den Umfang seiner Arbeiten angeht, als auch die Qualität.

## Werke
- „Armfeldts Tog Nordenfjelds 1718“. In: Historiske Tidskrift Reihe 2, Band 2. 1880, S. 193–259
- Huset Bernadotte. 1882
- Professor Dr. Ludvig Daae. En biografisk Skisse. 1884
- Illustreret Norges Historie, 5 Bände in 7, 1885–95 (Volksausgabe in 12 Bänden 1887–1898) Band I bis zum Jahr 1019
- Lærebog i Norges nyeste historie. 1886
- Zusammen mit O. G. Lundh Norske Rigs-registranter. Band 9 (1648–1649). 1887
- Lærebog i Norges historie for folkeskolerne, 2 Bände 1887–1888
- Fra en svunden tid. Sagn og optegnelser. 1888
- Kristiania Arbeidersamfunds Virksomhed i Tidsrummet 1864–1889. Tilbageblik og Oversigt. 1889
- „Holbergiana“, Sonderdruck von Bogvennen Nr. 7/1895
- Norske historiske Fortællinger. 7 Bände. 1895–1898 (erschien heftweise – 33 Hefte, von denen vier nicht von ihm geschrieben sind. (Fortællingen om Ravnkel Freysgode (Fortællinger Nr. 6); Sagaen om Torstein Hvite (Fortællinger Nr. 28).
- Vikingtog og Vinlandsfærder. 1896
- Af Sagnet og Historien, 1897
- Borgerne paa Fredrikshald. Skildringer fra krigen aar 1716. 1897
- Korstogenes Historie. 1900
- Oberst Hans Helgesen. 1903
- Thraniterbevægelsen. 1903
- Da vort kongepar kom. Mindeblad fra Norges nyeste historie. 1906
- Det Kgl. Selskap for Norges Vels Historie gjennem hundre Aar 1809–1909. 1909
- Den norske bogtrykkerforening 1884–1909, med træk af boghaandverkets historie og arbeidskaar i Norge. Et festskrift. 1909
- De norske bygdemagasiner, (postum) 1913